# USS LST-77
O USS LST-77 foi um navio de guerra norte-americano da classe LST que operou durante a Segunda Guerra Mundial.